# Petra Hogewoning
Petra Marieka Jacoba Hogewoning (Rijnsburg, 1986. március 26. –) holland női válogatott labdarúgó. Közel 10 évet átölelő pályafutása alatt 100 válogatott mérkőzésen lépett pályára a holland válogatottban.

## Pályafutása

### Klubcsapatokban
Rijnsburgban a Rijnsburgse Boys csapatában ismerkedett meg a labdarúgás alapjaival, majd az FC Utrechthez került. Az itt töltött három szezonja alatt egy holland kupagyőzelmet sikerült begyűjtenie 2010-ben.
A Ciprus-kupán nyújtott játéka alapján figyelt fel rá és csábította Oroszországba Shek Borkowski a Zvezda-2005 edzője. A tervezett másfél éves szerződését azonban nem tudta kitölteni, mert az orosz hatóságok nem hosszabbították meg tartózkodási engedélyét.
2011-ben az amerikai Sky Blue csapatához írt alá, de az utolsó bajnoki fordulóban tudott csak pályára lépni ezért, úgy döntött visszatér Európába.
A német FCR 2001 Duisburg egy éves szerződését elfogadva 10 mérkőzést játszott a Bundesligában.
2012-ben igazolt az Ajaxhoz és 64 bajnoki meccs után döntött visszavonulásáról 2016-ban.

### A válogatottban
Hollandia színeiben részt vett a Finnországban rendezett Európa-bajnokságon és a 2015-ös világbajnokságon.
Összesen 100 mérkőzésen szerepelt a válogatottban.

## Sikerei

### Klubcsapatokban
Holland kupagyőztes (1):
- FC Utrecht (1): 2009–10

### A válogatottban
Hollandia
- Ciprus-kupa ezüstérmes: 2011[3]
- Ciprus-kupa bronzérmes: 2010[4]